# Faule Grube (Rostock)

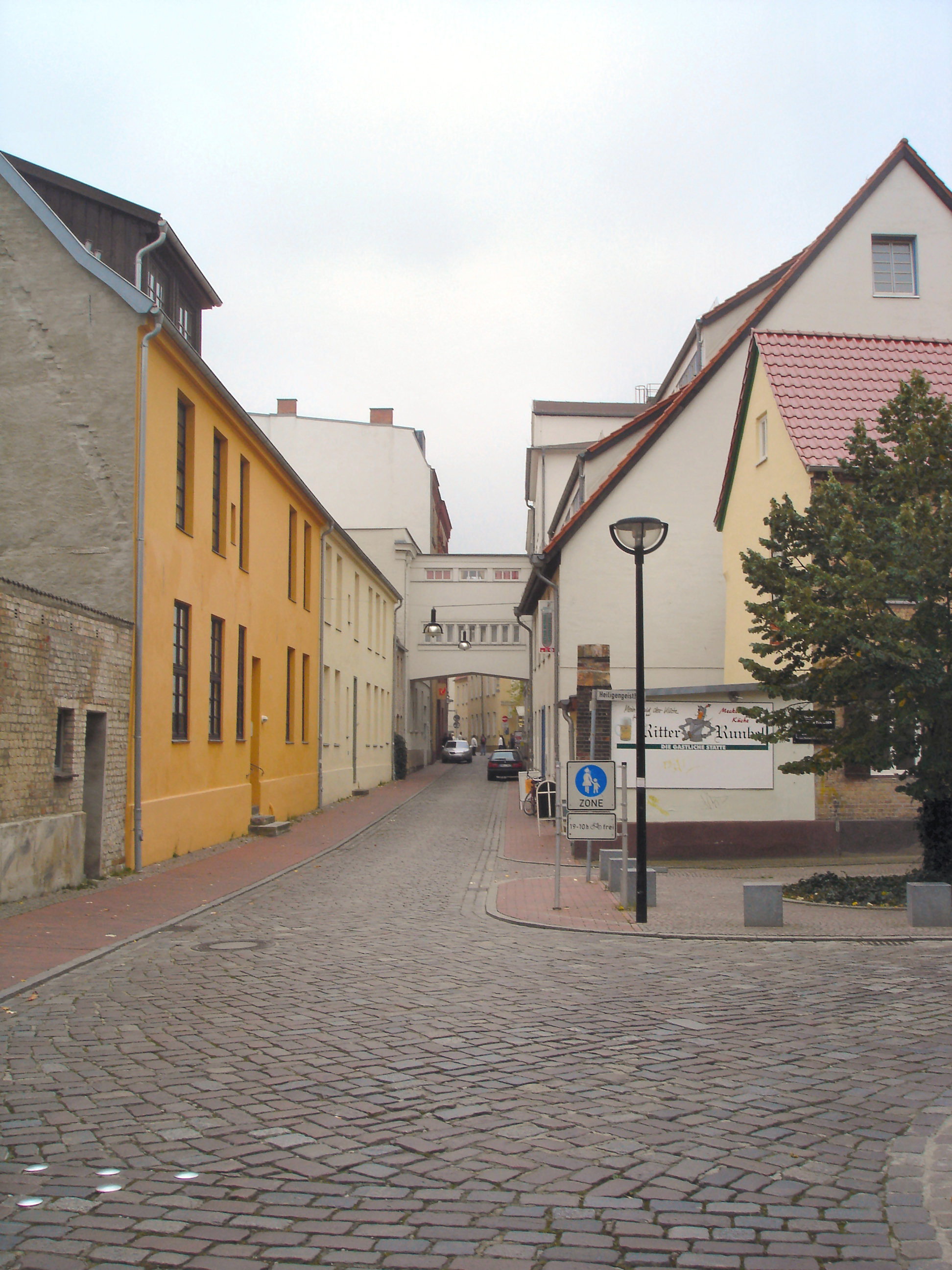
Blick in die Faule Grube nach Süden

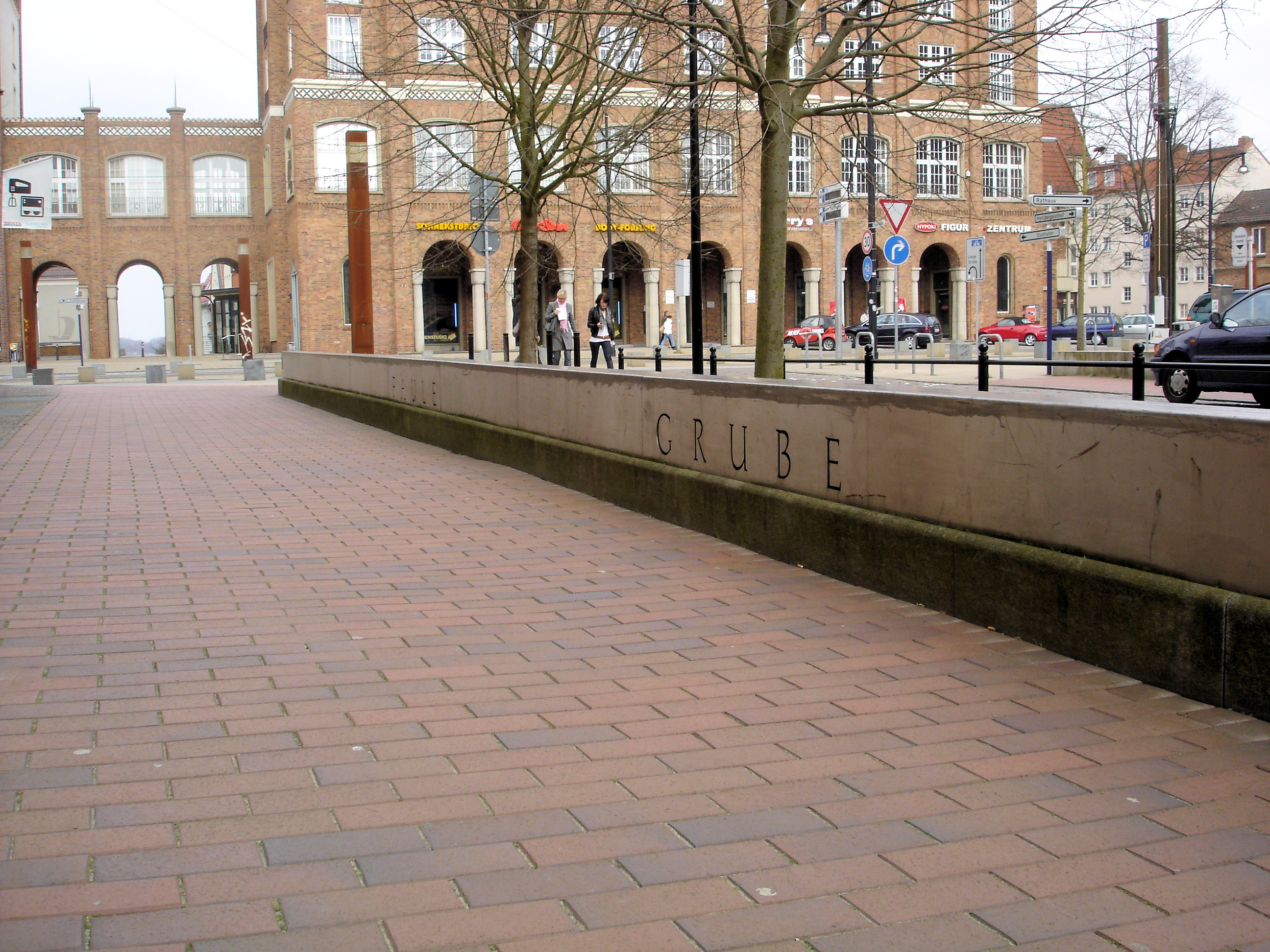
„Wasserbalken“ von R. Buch, der an den ehemaligen Wasserlauf erinnern soll

Die Rostocker Faule Grube ist eine Straße im historischen Stadtkern der Hansestadt. Sie ist eine von sieben Straßen, die die heutige Kröpeliner Straße mit der Langen Straße verbinden. In West-Ost-Richtung ist sie die fünfte dieser Straßen und liegt westlich des Turmmassives der Marienkirche. Die Grube stellte einst die Grenze zwischen der Rostocker Neustadt im Westen und der Mittelstadt im Osten dar.

## Geschichte
Der Name Faule Grube leitet sich von einem faulen, das heißt stehenden und übelriechenden Gewässer ab, dass sich in der Lagerstraße  fortsetzte und ursprünglich ein Nebenarm der Unterwarnow war, ohne allerdings noch eine direkte Verbindung zum Fluss zu haben. So wie die ungleich größere Grube, die heutige Grubenstraße, welche die Alt- von der Mittelstadt abgrenzte, trennte dieses Gewässer Mittel- und Neustadt. Während dieser Wasserlauf in der Lagerstraße bereits im 13. Jahrhundert zugeschüttet wurde, geschah dies in der Faulen Grube erst gegen 1800.
Die Faule Grube wurde 1426 ersterwähnt, allerdings zunächst als Faule Straße. Erst 1672 konnte sich ihr heutiger Name endgültig durchsetzen. Die Faule Grube war bis zu ihrer Zuschüttung keine Straße im eigentlichen Sinn, sondern nur ein Verbindungsweg zu beiden Seiten eines übelriechenden Gewässers. Die Bebauung der Faulen Grube bestand lediglich aus der Rückseite der Gebäude des Heilig-Geist-Hospitals im Westen einerseits und der Rückseite der Marienkirchhäuser im Osten andererseits.
Das Heilig-Geist-Hospital, das sich zwischen Eselföterstraße und Fauler Grube befand, wurde in den 1830er Jahren im Wesentlichen abgerissen, bauliche Überrest findet man in der Eselföterstraße und im Heiliggeisthof. Ferner ist das Gebäude der heutigen Stadtbibliothek in der Kröpeliner Straße wohl das Pfarrhaus der Kirche des Heilig-Geist-Hospitals gewesen.
In den Bombennächten Ende April 1942 blieb die Nordseite im Wesentlichen erhalten.
Auf der Nordseite der Faulen Grube gibt es zwei Abzweigungen, von denen man über den einen zum Heiliggeisthof gelangt, während man über den anderen zum Platz vor den zwei Westportalen der Marienkirche kommt.